# Сессе-сюр-Тий
Сессе́-сюр-Тий (фр. Cessey-sur-Tille) — коммуна во Франции, находится в регионе Бургундия. Департамент коммуны — Кот-д’Ор. Входит в состав кантона Женли. Округ коммуны — Дижон.
Код INSEE коммуны — 21126.

## Население
Население коммуны на 2010 год составляло 594 человека.
| 1962 | 1968 | 1975 | 1982 | 1990 | 1999 | 2010 |
| ---- | ---- | ---- | ---- | ---- | ---- | ---- |
| 291  | 314  | 347  | 379  | 402  | 452  | 594  |

## Экономика
В 2010 году среди 396 человек трудоспособного возраста (15—64 лет) 320 были экономически активными, 76 — неактивными (показатель активности — 80,8 %, в 1999 году было 68,8 %). Из 320 активных жителей работали 310 человек (171 мужчина и 139 женщин), безработных было 10 (5 мужчин и 5 женщин). Среди 76 неактивных 25 человек были учениками или студентами, 35 — пенсионерами, 16 были неактивными по другим причинам.